# Romonta

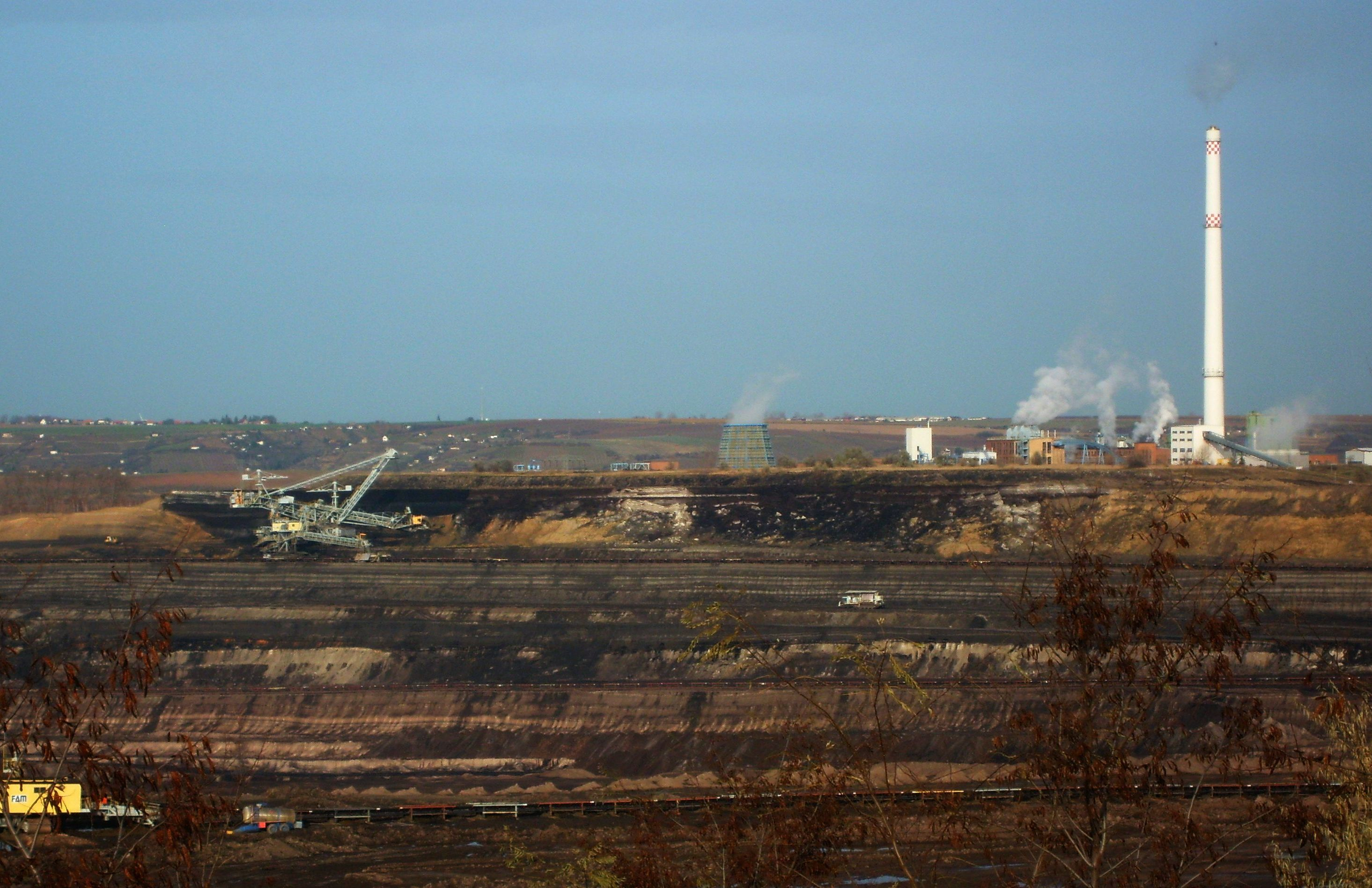
Blick über den Tagebau Amsdorf zum Kraftwerk Amsdorf, beide betrieben von Romonta

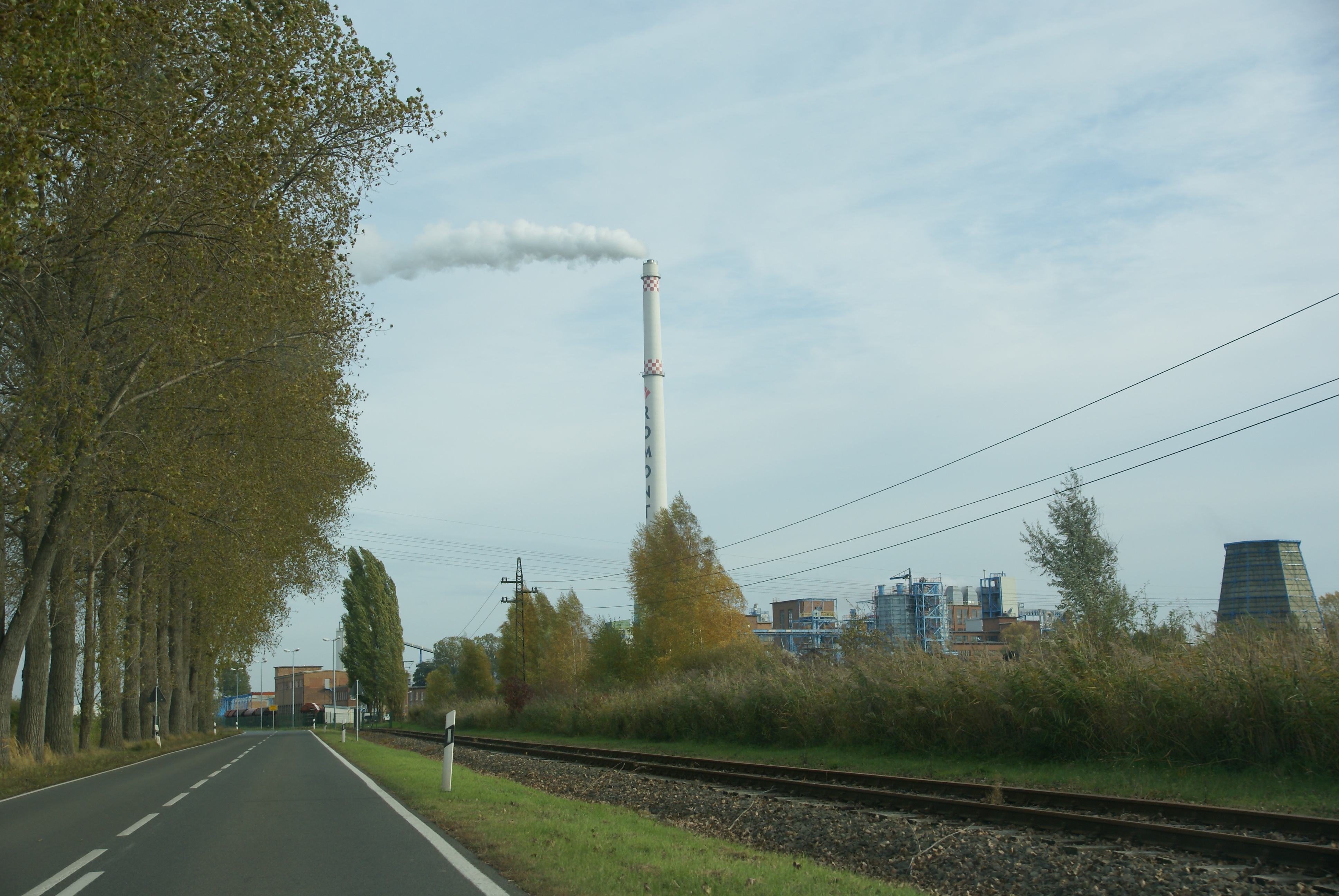
Betriebsgelände der Romonta mit dem weithin sichtbaren 170 Meter hohen Kamin

Romonta ist ein Braunkohlebergbau- und Kohlechemie-Unternehmen in Amsdorf (Sachsen-Anhalt). Es ist der weltweit größte Hersteller von Montanwachs.

## Betriebsanlagen
Das Hauptwerk der Romonta ist die Montanwachsfabrik in Amsdorf (51° 27′ 43,9″ N, 11° 43′ 1″ O). Zur Gewinnung der Braunkohle, die für die Herstellung des Wachses benötigt wird, betreibt Romonta den unternehmenseigenen Tagebau Amsdorf.
Für den Gütertransport zwischen Tagebau, Abraumkippen und Produktionsanlagen unterhielt Romonta ein umfangreiches Werks- und Grubenbahnnetz mit eigenen Strecken und Fahrzeugen. Ab 1995 wurde der Betrieb von Kohlebahn auf Bandförderung umgestellt und die Bahnanlagen wurden größtenteils zurückgebaut. Einige der Fahrzeuge sind in einer Freilichtausstellung zur Unternehmensgeschichte vor dem Hauptwerk ausgestellt.
Ehemals gehörten weitere Wachsproduktionsanlagen und Brikettfabriken zum Unternehmen, unter anderem in Wansleben am See, Röblingen-Kupferhammer und Stedten, diese sind heute aber alle stillgelegt.
Als Nebengeschäft betreibt Romonta unter anderem ein Ersatzbrennstoffkraftwerk, in dem neben den Braunkohlerückständen aus der Wachsproduktion auch andere Ersatzbrennstoffe aus aufbereitetem Industrie- und Hausmüll verbrannt werden. Erzeugter Strom und Prozessdampf dienen der eigenen Versorgung, Stromüberschüsse werden ins öffentliche Netz eingespeist.
Der Kamin dieses Kraftwerks ist 170 Meter hoch.
In neuerer Zeit hat Romonta seine Produktpalette diversifiziert und stellt auch Naturdämmstoffe her.
| Luftschadstoff                        | 2013          | 2015      | 2016      | 2017      | 2018      | 2021      |
| ------------------------------------- | ------------- | --------- | --------- | --------- | --------- | --------- |
| Kohlenstoffdioxid (CO2)               | 493.000 t     | 466.000 t | 480.000 t | 463.000 t | 452.000 t | 418.000 t |
| Schwefeldioxide (als SOx/SO2)         | 1.460 t       | 1.470 t   | 1.160 t   | 1.150 t   | 1.170 t   | 403 t     |
| Stickstoffoxide (NOx/NO2)             | 420 t         | 455 t     | 343 t     | 330 t     | 321 t     | 319 t     |
| Quecksilber und Verbindungen (als Hg) | keine Angaben | 27,0 kg   | 27,5 kg   | 29,3 kg   | 13,5 kg   | 17,0 kg   |

Weitere typische Schadstoffemissionen werden nicht berichtet, da sie im PRTR erst ab einer jährlichen Mindestmenge meldepflichtig sind, z. B. Dioxine und Furane ab 0,1 g, Cadmium ab 10 kg, Arsen ab 20 kg, Kupfer sowie Chrom ab 100 kg, Blei sowie Zink ab 200 kg, Ammoniak, Lachgas (N2O) ab 10 t, flüchtige organische Verbindungen außer Methan (NMVOC) ab 100 t und Kohlenmonoxid ab 500 t.

## Geschichte
Ab Mitte des 19. Jahrhunderts gab es im Oberröblinger Braunkohlenbecken mehrere kleinere Braunkohlegruben. Die bitumenreiche Braunkohle wurde als Brennstoff, aber auch als Ausgangsprodukt für die chemische Veredlung genutzt. 1905 bauten die A. Riebeck’schen Montanwerke in Wansleben die erste größere Bitumenwachsfabrik.
Das heutige Romonta-Werk in Amsdorf wurde ebenfalls von den Riebeck’schen Werken gegründet. Riebeck ließ 1922 auf der Grube Rießer bei Amsdorf die erste leistungsfähige Extraktionsanlage (Grobkornextraktion im Kammerverfahren) bauen. Dieses wurde später ständig verbessert, die Anlagen erweitert und Riebeck entwickelte sich zu einem führenden Hersteller von Rohmontanwachs.
Nach dem Zweiten Weltkrieg wurde ein Teil der Produktionsanlagen als Reparationsleistung demontiert. Ab 1947, zu Zeiten der DDR, wurde der Betrieb in der Fabrik unter dem VEB Braunkohlenwerk "G. Sobottka" Röblingen am See (BKW Röblingen) wieder aufgenommen. Das BKW wurde ab 1980 durch das Braunkohlenkombinat Bitterfeld geleitet. Das Montanwachs wurde zunächst weiter unter der Marke Riebeck vertrieben; erst ab 1958 wurde der Name in ROMONTA (abgeleitet von ROhMONTanwachs aus Amsdorf) geändert. Später wurde diese Warenbezeichnung zur umgangssprachlichen und letztlich zur offiziellen Bezeichnung für das herstellende Unternehmen.
Nach der Wende wurde das Werk zunächst ab 1990 zusammen mit dem Tagebau, der Brikettfabrik in Stedten und dem Industriekraftwerk von der MIBRAG als Betriebsdirektion weiterbetrieben. Ab 1994 wurde dann die eigenständige ROMONTA GmbH gegründet, die später von der MIBRAG abgegeben wurde.
Im Mai 2020 wurde Romonta von der Getec-Gruppe übernommen.

## Sonstiges
Aus der Betriebssportgruppe des Werkes ging ein Fußballverein hervor, aus dem sich später der 1. FC Romonta Amsdorf bildete.